# Philippe Beaussant
Philippe Beaussant (Burdeos, Francia, 6 de mayo de 1930-Le Coudray, Francia, 8 de mayo de 2016) fue un musicólogo francés y experto en música barroca. Fue fundador del Centro de Música Barroca de Versalles y miembro de la Academia Francesa, a la que fue elegido el 15 de noviembre de 2007 para el asiento número 36, que había sido ocupado por Jean-François Deniau.

## Datos biográficos
Nació en Caudéran, barrio de la ciudad de Burdeos en la región de la Gironda. Hijo de Charles Beaussant (1901-1992), llamado Carlo, y de Françoise Fortin. Su tío André Beaussant (1898-1980) y su abuelo René Beaussant (1864-1932) fueron almirantes.
Estudió en el Institut Fénelon en Grasse, después en el Colegio de Rumilly. Ya de mayor edad se trasladó a París, donde hizo los Cursos Richelieu y fue al Liceo Pasteur de Neuilly-sur-Seine. En la Sorbona hizo su maestría y se licenció en letras.
Fue profesor de letras clásicas en la Flinders University (Australia), presidente de la Alianza Francesa de Australia del Sur y creador de la Casa de Francia en Adelaida.
Desde 1974 fue productor en Radio France, estación radiofónica en la que ha difundido crónicas y datos muy documentados y de carácter pedagógico sobre la música barroca.
Escribió la biografía de Jean-Baptiste Lully, Lully ou le musicien du soleil (Ediciones Gallimard, 1992), en la que se basó la película Le roi danse de 2000.

## Reconocimientos
- Oficial de la Orden de las artes y de letras.
- Caballero de Orden Nacional al Mérito.
- Miembro de la Academia Charles Cros.
- Miembro de la Academia de Versalles.
- En 2001, recibió el Premio de la Lengua Francesa por el conjunto de su obra.
- Miembro de la Academia Francesa, electo el 15 de noviembre de 2007, para el asiento número 36 que había sido de Jean-François Deniau. Correspondío a Pierre Rosenberg ofrecer el discurso de su bienvenida.

## Obra
- Le Biographe, Éditions Gallimard, 1978. Premio Eve Delacroix, Academia Francesa
- L'Archéologue, Gallimard, 1979
- La Belle au Bois, Gallimard, 1989
- Héloïse, Gallimard, 1993. Gran Premio de Novela de la Academia Francesa
- Stradella, Gallimard 1999. Prix Pelléas
- Le Rendez-vous de Venise Fayard, 2003
- Où en étais-je? Fayard 2008
- Le Jeu de la pierre et de la foi - ensayo -, Gallimard, 1962
- François Couperin, Fayard, 1980.
- Versailles, Ópera, Gallimard, 1982. Premio de la Academia de Bellas Artes
- Rameau de A à Z, Fayard, 1982
- Vous avez dit " Baroque "?, Actes Sud, 1988. Premio de la Crítica.
- Vous avez dit " Classique "?, Actes Sud, 1991
- Lully ou le musicien du soleil, Gallimard, 1992
- Les Plaisirs de Versailles (colaboración con Patricia Bouchenot-Déchin), Fayard, 1996
- Louis XIV artiste, Payot et Rivages, 1999
- Le Roi-Soleil se lève aussi, Gallimard, 2000
- Mangez baroque et restez mince, Actes Sud, 1999
- Le Chant d'Orphée selon Monteverdi, Fayard, 2002
- Préludes, fougasses et variations, Actes Sud, 2003
- Monteverdi, Fayard, 2003
- La Malscène Fayard, 2005
- Passages - de la Renaissance au Baroque, Fayard, 2006. Premio Montaigne de Burdeos, 2008
- Le ballet des singes et des autruches, Gallimard/Le Promeneur, 2000